# داوود شهیدی
داوود شهیدی (زادهٔ فروردین ۱۳۳۰ در تهران) کاریکاتوریست، نویسنده، طنزنویس و معمار ایرانی است.
وی متولد فروردین ۱۳۳۰ تهران و دانش‌آموخته معماری دانشکده هنرهای زیبا دانشگاه تهران و معماری شهری از دانشگاه بوستون است و همچنین مدتی هم در دانشگاه شیراز به تحصیل الکترونیک پرداخت.
شهیدی از جوانی و از سال ۱۳۴۴ فعالیت هنری خود را در زمینه کاریکاتور و طنز سیاه شروع کرد و دو سال بعد با چاپ آثارش در مجلات آبنوس، جهان نو، خوشه، اطلاعات و تماشا به شهرت رسید. مسافرت آمریکای وی وقفه‌ای در حضورش در صحنه کاریکاتور ایران بود. وی بعد از بازگشت نیز همواره با نشریاتی چون کیهان کاریکاتور همکاری داشت همکاری ای که دامنه آن در چند سال اخیر به گل آقا، گلستانه، و… نیز گسترش یافته‌است.
شهیدی در کنار نام‌هایی چون اردشیر محصص و کامبیز درمبخش از پیشگامان کاریکاتور ایران است و در سال‌های پس از انقلاب که کاریکاتور ایران بیشتر به حوزه طنز محدود می‌شد از معدود کسانی بود که در ایران به دید هنری به کاریکاتور می‌پرداخت.
فضای طنزسیاه شهیدی تا چند سال اخیر فضایی سیاه با هاشورهای وهم‌آور بود ولی در چند سال اخیر با گرایش به روشی انتزاعی تر از رنگ نیز به صورت عنصری فرعی استفاده می‌کند. وی در طرح‌های جدیدش دست به کارهای تجربی و خارج از چارچوب متعارف خودش و کاریکاتور می‌زند.
ازجمله گرایش‌های جدید شهیدی کارهای کودکان وی است که با حضور شخصیت خیالی آبی کوچولو، پپرخانوم و پروفسور دال شین (شاید مخفف نام داود شهیدی) به آموزش کاریکاتور به کودکان می‌پردازند.
همچنین از آخرین نمایشگاه‌های شهیدی می‌توان به نمایشگاه کاریکاتورهای دوران تینیجری و نمایشگاه پانسمان اشاره کرده.